# Micropterix montosiella
Micropterix montosiella és una espècie d'arna de la família Micropterigidae. Va ser descrita per Zagulajev, l'any 1983.